# Phyllophaga schwarzi
Phyllophaga schwarzi är en skalbaggsart som beskrevs av Chapin 1932. Phyllophaga schwarzi ingår i släktet Phyllophaga och familjen Melolonthidae. Inga underarter finns listade i Catalogue of Life.